# Nebria complanata
Nebria complanata (лат.) — вид жуков-жужелиц из подсемейства плотинников. В некоторых источниках он выделен в отдельный род Eurynebria Ganglbauer, 1891 — Eurynebria complanata (Linnaeus, 1767).

## Описание
Распространён во Франции, Италии, Испании, Португалии, на Британских островах, в Алжире, Марокко, Тунисе, Турции и Иране. Встречаются под водорослями, которые вынесены на морской песчаный или каменный берег. Жуки быстро передвигаются, хищничают, охотясь на морских блох.
Длина тела имаго 15—23 мм. Жуки жёлтые с чёрными остроугольными узкими узорами.

## Синонимы
В синонимику вида входят следующие биномены:
- Eurynebria complanata (Linnaeus, 1767)[6]
- Carabus arenaria Fabricius, 1775
- Nebria bipunctata Souverbie, 1855
- Nebria immaculata Souverbie, 1855
- Nebria kotschyi Redtenbacher, 1850
- Nebria octopunctata Souverbie, 1855
- Nebria quadrilineata Souverbie, 1855
- Nebria quadripunctata Souverbie, 1855
- Nebria sexpunctata Souverbie, 1855